# Saint-Philbert-du-Peuple
Saint-Philbert-du-Peuple è un comune francese di 1 328 abitanti situato nel dipartimento del Maine e Loira nella regione dei Paesi della Loira.

## Società

### Evoluzione demografica
Abitanti censiti